# Nyssodectes longula
Nyssodectes longula är en skalbaggsart som först beskrevs av Bates 1881.  Nyssodectes longula ingår i släktet Nyssodectes och familjen långhorningar.
Artens utbredningsområde är Costa Rica. Inga underarter finns listade i Catalogue of Life.